# La soledad aburre pero no traiciona
La soledad aburre pero no traiciona es el cuarto álbum de estudio del rapero hispano-marroquí Beny Jr lanzado el 30 de diciembre de 2023 bajo el sello discográfico LF BABYS. El disco es en solitario, y está acompañado de los videos musicales de «LF & CO» y «Pirata Africano».

## Portada
La portada se centra en la guerra de Israel-Gaza, dónde se encuentra el artista en forma de cómic pintando los edificios con un grafiti. El marroquí se declaró antisionista declarado y normalmente comenta que siente pena y tristeza por la situación que vive el Estado de Palestina.

## Lanzamiento
Publicado el 30 de diciembre de 2023 a las 12:00 a. m. (GMT +1) contó con catorce sencillos acompañados de visualizers y un video promocional del sencilo «LF & CO».El álbum se encontró únicamente en sentido de streaming digital en las plataformas de Spotify, Deezer, ITunes, entre otros.

## Recepción
El álbum se posicionó rápidamente en tendencias ubicándolo entre los catalanes más escuchados, detrás de Rosalía, Bad Gyal, Aitana y Morad. Alcanzó los seis millones de oyentes en Spotify en tan solo dos semanas.Al momento de su publicación ingresó tres sencillos en las tendencias de YouTubey logró ser el álbum más destacado de drill hispano en enero de 2024.También debutó en el top 100 de Promomusicae ingresando en el puesto número 21.

## Lista de canciones
| N.º | Título                                | Música     | Escritor(es) | Duración |  |
| 1.  | «La soledad aburre pero no traiciona» | SHB        | Beny Junior  | 3:00     |  |
| 2.  | «LF & CO»                             | Steve Lean | Beny Junior  | 2:32     |  |
| 3.  | «Mr Silencio»                         | Jensmüller | Beny Junior  | 2:37     |  |
| 4.  | «No Mercy»                            | Steve Lean | Beny Junior  | 2:57     |  |
| 5.  | «Pirata Africano»                     | -          | Beny Junior  | 2:35     |  |
| 6.  | «B y la J - Part 2»                   | -          | Beny Junior  | 2:34     |  |
| 7.  | «Vinicius JR»                         | SHB        | Beny Junior  | 3:33     |  |
| 8.  | «Algoritmo»                           | Steve Lean | Beny Junior  | 2:52     |  |
| 9.  | «Bubu Splash»                         | Fakeguido  | Beny Junior  | 2:04     |  |
| 10. | «Opp Boy»                             | Steve Lean | Beny Junior  | 2:26     |  |
| 11. | «Chavos Sin Ochos»                    | CAPO       | Beny Junior  | 1:18     |  |
| 12. | «Mayami»                              | Steve Lean | Beny Junior  | 2:26     |  |
| 13. | «ASCK»                                | SHB        | Beny Junior  | 4:33     |  |